# Напади на журналістів під час конфлікту між Ізраїлем та «Хезболлою» (з 2023)
З початку конфлікту між Ізраїлем та «Хезболлою» 8 жовтня 2023 року Армія оборони Ізраїлю вбила десять журналістів і поранила щонайменше 15 інших під час численних інцидентів поблизу лівансько-ізраїльського кордону та в Сирії. Ліванці також нападали на журналістів, які висвітлювали війну з підконтрольних «Хезболлі» територій, що призвело до поранень багатьох з них, а один випадок призвів до загибелі ліванського цивільного гіда. 

## Інциденти

### 13 жовтня
Коли група журналістів Reuters, AFP та Al Jazeera вела пряму відеотрансляцію з аванпосту ЦАХАЛу за кілометр від Аальма ех-Чааб, два танкові снаряди влучили прямо в групу. Першим загинув фотокореспондент Reuters Іссам Абдалла. Другий удар був набагато потужнішим і знищив автомобіль «Аль-Джазіри» - білу «Тойоту», біля якої стояли журналісти Кармен Джухадар та Елі Брахья, а також їхній колега з AFP Ділан Коллінз. Фотограф Reuters Крістіна Ассі також отримала важкі поранення, їй ампутували ногу. Ліванська армія заявила, що ЦАХАЛ випустив ракету, яка вбила Абдаллаха. Інший репортер Reuters, який перебував на місці події, повідомив, що Абдалла був убитий снарядами, випущеними з боку Ізраїлю. Його останнім постом в Instagram, опублікованим за тиждень до вбивства, була фотографія Ширін Абу-Акле, палестинської журналістки «Аль-Джазіри», яка була вбита Ізраїлем у 2022 році.
У звіті Тимчасових сил ООН у Лівані за лютий 2024 року зроблено висновок, що ізраїльський танк убив Абадаллаха, обстрілявши «журналістів, яких можна чітко ідентифікувати», і що це є порушенням міжнародного права. У звіті «оцінюється, що під час інциденту перестрілки через “блакитну лінію” не було», при цьому не зафіксовано жодної перестрілки через кордон за 40 хвилин до танкового обстрілу. Армія оборони Ізраїлю відреагувала на звіт ООН, заявивши, що це Хезболла напала на них, тому танковий вогонь був застосований у відповідь.

### 13 листопада
Інша група ліванських журналістів постраждала від удару в декількох метрах від них під час репортажу в місті Ярун. Інцидент був знятий в прямому ефірі телеканалом «Аль-Джадід». Після удару було чути, як ведучий розмовляв з Ріфом Акілом у прямому ефірі. Ведучий сказав: «Очевидно, що ракета впала всього в декількох метрах від вас. Очевидно, що це прямий удар по журналістах, які працюють в Яруні», - коли камера знімала місце нападу. Повідомлялося лише про незначні поранення.

### 21 листопада
Коли знімальна група телеканалу «Аль-Маядін» висвітлювала останні події на лівансько-ізраїльському кордоні поблизу Тайр-Харфи на півдні Лівану, ізраїльський танк націлився на репортера Фараха Омара і оператора Рабіха Маамарі з пов'язаного з «Хезболлою» телеканалу. Артилерійський обстріл призвів до миттєвої загибелі Омара і Маамарі. Разом з журналістами загинув і гід, який супроводжував їх. Аль-Маядін заявив, що напад був навмисним через пропалестинські погляди каналу.

### 23 грудня
Оператор телеканалу «Аль-Манар» отримав поранення ока після обстрілу ЦАХАЛу на дорозі в районі Аль-Хардалі, де також проїжджали кореспонденти MTV і державного Національного агентства новин. ЦАХАЛ в той час потужно обстрілював райони річки Дейр-Мімас - Хардалі і не давав цивільному населенню проїхати дорогою, обстрілюючи автомобілі, що проїжджали повз.

### 26 грудня
Протитанкова ракета Хезболли влучила поруч зі знімальною групою новин 13-го каналу, яка брала інтерв'ю у фермера в Довеві, для сюжету, записаного після попереднього нападу Хезболли, в результаті якого загинув 56-річний співробітник Ізраїльської електричної корпорації, а п'ятеро робітників, які ремонтували лінії електропередач, отримали поранення.

### 23-25 вересня
ЦАХАЛ провів масштабну бомбардувальну операцію під кодовою назвою «Північні стріли» на об'єктах в Лівані. Під час цього головний редактор міжнародної мережі Miraya отримав поранення, коли готувався до інтерв'ю після того, як у його вікно в долині Бекаа влучила ізраїльська ракета. Ліванський онлайн-редактор Al Mayadeen Хаді Аль-Сайєд також помер від поранень, отриманих після атаки на його будинок. 25 вересня фотожурналіст «Аль-Манар» Камель Каракі загинув під час удару по його рідному місту Кантара.

### 1 жовтня
В результаті ізраїльського авіаудару по Дамаску, Сирія, загинули троє мирних жителів, ще дев'ять отримали поранення, повідомляє підконтрольне державі Сирійське арабське інформаційне агентство. Серед загиблих - сирійська телеведуча Сафаа Ахмад.

### 25 жовтня
В результаті ізраїльського удару по комплексу, в якому мешкали 18 журналістів з щонайменше семи медіа-організацій, на подвір'ї якого стояли автомобілі з чітким позначенням «преса», в Хасбаї загинули інженер і оператор «Аль-Маядін» та ще один оператор «Аль-Манар», а ще троє отримали поранення. Цей напад став найсмертоноснішим для журналістів у Лівані з початку конфлікту.

### Список нападів на журналістів з боку жителів Лівану
- 9 жовтня 2023 року: Італійська журналістка Лючія Гораччі та оператор Марко Нікуа зазнали нападу в Лівані під час висвітлення наслідків ізраїльського авіаудару в Джії, в результаті чого їхній місцевий водій помер від серцевого нападу через кілька хвилин після цього[22].
- 19 червня 2024 року: критик «Хезболли» Рамі Наїм зазнав нападу з боку 20 озброєних чоловіків, імовірно пов'язаних з «Хезболлою», в районі Верден у Бейруті. Він стверджував, що це була спроба вбивства[23][24].
- 30 липня 2024 року: Після вбивства Фуада Шукра репортери та журналісти зіткнулися з ворожістю під час висвітлення інциденту, зокрема Al Jazeera та MTV, на яких у прямому ефірі напали прихильники «Хезболли», що перебували на місці рейду в Харет-Грейк, і перешкоджали їм висвітлювати подію[25].
- 29 вересня 2024 року: Кореспондентка CNN Türk Фуля Озтюрк зазнала нападу перехожого в Бейруті, коли вела прямий репортаж з місця вбивства лідера «Хезболли» Хасана Насралли[26].
- 10 жовтня 2024 року: Репортер телеканалу TV100 Сертач Мурат Коч і оператор новин Юсуф Зія Мерт зазнали нападу і були позбавлені можливості вести зйомку в прямому ефірі після ізраїльського авіаудару по Бейруту, в результаті якого загинули 22 людини, після того, як їх запитали про їхню національну приналежність[27].
- 2 жовтня 2024 року: Двоє бельгійських журналістів, які працюють на незалежну телерадіомовну мережу VTM, отримали поранення після того, як зазнали нападу і обстрілу в Бейруті з боку групи чоловіків, які звинуватили їх у роботі на Ізраїль. Напад стався, коли вони намагалися висвітлити вибух у місті[28].

## Розслідування атаки 13 жовтня

### Розслідування «Репортерів без кордонів»
Під час конфлікту «Репортери без кордонів» (RSF) стверджували, що ізраїльська армія навмисно обирала журналістів мішенню. У розслідуванні RSF йдеться про те, що Ізраїль завдав ракетних ударів по журналістах 13 жовтня, в результаті яких загинув репортер Reuters Іссам Абдаллах і ще четверо отримали поранення. Ці два ізраїльські ракетні удари з різницею в 30 секунд влучили в групу з семи журналістів на півдні Лівану, які висвітлювали бойові дії між Ізраїлем і «Хезболлою». На відео видно, що журналісти одягнені в жилети та каски з написом «PRESS». Маркування було також на даху їхнього автомобіля, який вибухнув після влучання другої ракети. Згідно з Радою Європи, навмисні напади на журналістів є воєнним злочином.

### Reuters та TNO
Нідерландська організація прикладних наукових досліджень (TNO), яка займається випробуванням і аналізом боєприпасів і зброї, надала допомогу агентству Reuters, дослідивши матеріал, зібраний на місці вибуху 13 жовтня, і встановила, що шматок металу був ребрами 120-мм танкового снаряда, випущеного за 1,34 км від кордону з гладкоствольної танкової гармати. У ТНО заявили, що супутникові знімки і фото, зроблені Абдаллою, не виявили жодних ознак попередніх атак в їхньому районі.
ТНО проаналізувала запис прямого ефіру телеканалу «Аль-Джазіра» про обидва удари, а також відеозапис італійської телекомпанії RAI, на якому видно точку запуску другого удару. Журналісти RAI знімали транскордонний обстріл у той самий день, коли стався напад, з Альма еш-Шааб, де їхня камера була повернута в бік звуку вибуху. Використовуючи аудіозапис трансляції «Аль-Джазіри», вони визначили, що снаряди були випущені за 1,343 метри від журналістів, і заявили, що звукові характеристики обох зразків збігаються, вказуючи на те, що обидва танкові снаряди були випущені з однієї і тієї самої позиції.

### Amnesty International
Amnesty International та Human Rights Watch провели спільну прес-конференцію в столиці Лівану Бейруті 7 грудня, на якій оприлюднили результати розслідування нападу, в результаті якого 13 жовтня загинув Іссам Абдалла і ще шестеро людей отримали поранення.  Вони дійшли висновку, що група журналістів була уражена танковим снарядом, і заявили, що це був прямий напад на цивільних осіб, яких можна було чітко ідентифікувати як журналістів, і закликали розслідувати цей випадок як військовий злочин. Після аналізу вони встановили, що вогнева точка знаходилася на ізраїльській позиції поблизу села Джордейх, яке було розташоване на схід від журналістів.

### Розслідування ООН
У звіті Тимчасових сил ООН у Лівані за лютий 2024 року зроблено висновок, що ізраїльський танк убив Абадаллаха, обстрілявши «журналістів, яких можна чітко ідентифікувати»,  що є порушенням міжнародного права. У звіті «оцінюється, що під час інциденту перестрілки через “блакитну лінію” не було», при цьому не зафіксовано жодної перестрілки через кордон за 40 хвилин до танкового обстрілу.

## Реакція
Говорячи про смерть Абдалли, ізраїльський військовий речник Річард Хехт сказав, що «нам дуже шкода», але не підтвердив, що ізраїльські снаряди влучили в журналістів. Ізраїльські військові заявили, що використовували танковий і артилерійський вогонь в околицях, щоб стримати потенційне проникнення з Лівану в той час, коли був убитий Іссам Абдаллах. Вони заявили, що їхні дії були відповіддю на вогонь Хезболли вздовж ізраїльсько-ліванського кордону, і наразі інцидент розглядається. Ізраїльська армія також розпочала розслідування обставин смерті Абдалли.
Майкл Дауні, журналіст, який працює на The New York Times і Британську телерадіомовну корпорацію (BBC), прокоментував відео, зняте незадовго до інциденту: «Попереджувального пострілу не було, це було зроблено навмисно».
Ліван засудив вбивство журналіста Reuters Іссама Абдалли, який загинув під час ізраїльського артилерійського удару по групі репортерів. Після смерті Абдалли ліванська армія провела розслідування на місці, яке підтвердило, що ракету, яка його вбила, запустив Ізраїль. Міністерство закордонних справ Лівану доручило своїй місії при ООН в Бейруті висловити глибоке занепокоєння з приводу того, що вони вважають явним порушенням свободи думки і преси. Крім того, Ліван готується подати офіційну скаргу до Ради Безпеки ООН, звинувативши Ізраїль у навмисному спричиненні смерті Абдалли.

## Жертви
Список загиблих або поранених журналістів і цивільних осіб.
| Дата       | Ім'я              | Опис | Агенція новин                | Посилання     |
| ---------- | ----------------- | --- | ---------------------------- | ------------- |
| 2023-10-13 | Кармен Джухадар   | Ліванський репортер, який отримав серйозні поранення і був госпіталізований на кілька тижнів                                                                  | Al Jazeera                   | [ 34 ]        |
| 2023-10-13 | Крістіна Ассі     | Ліванська фотографка, яка отримала небезпечні для життя поранення і кілька тижнів перебувала в реанімації, після чого їй ампутували ногу                      | AFP                          | [ 41 ]        |
| 2023-10-13 | Ділан Коллінз     | Американський фотограф, який був поранений під час другого удару, коли намагався допомогти Ассі.                                                              | AFP                          | [ 34 ]        |
| 2023-10-13 | Елі Брахья        | Ліванський фотожурналіст, який зазнав серйозних травм і був госпіталізований на кілька тижнів                                                                 | Al Jazeera                   | [ 34 ]        |
| 2023-10-13 | Іссам Абдаллах    | Ліванський відеооператор, який одразу ж загинув під час ізраїльського артилерійського удару, спрямованого на групу репортерів.                                | Reuters                      | [ 42 ] [ 43 ] |
| 2023-10-13 | Махер Назе        | Іракський фотожурналіст, який отримав незначні поранення | Reuters                      | [ 34 ]        |
| 2023-10-13 | Таєр аль-Судані   | Іракський фотожурналіст, який отримав незначні поранення | Reuters                      | [ 34 ]        |
| 2023-11-13 | Іссам Мавассі     | Ліванський відеооператор отримав незначні поранення під час нападу ЦАХАЛу на групу журналістів у Яруні.                                                       | Al Jadeed                    | [ 44 ]        |
| 2023-11-21 | Farah Omar        | Ліванський кореспондент, який працював на пов'язану з «Хезболлою» організацію «Аль-Маядін», загинув в результаті ізраїльського авіаудару в районі Тайр-Харфи. | Al Mayadeen                  | [ 45 ]        |
| 2023-11-21 | Хуссейн Акіль     | Цивільна особа, яка була поруч із журналістами «Аль-Маядін» і була їхнім місцевим гідом.                                                                      | (Цивільний)                  | [ 46 ]        |
| 2023-11-21 | Рабіх аль-Маамарі | Ліванський оператор, який працював на «Аль-Маядін», загинув під час ізраїльського авіаудару в районі Тайр-Харфи.                                              | Al Mayadeen                  | [ 45 ]        |
| 2023-12-23 | Ходор Маркіз      | Ліванський оператор, який отримав поранення ока після атаки ЦАХАЛу біля свого автомобіля.                                                                     | Al Manar                     | [ 12 ]        |
| 2024-9-23  | Фаді Будія        | Ліванський журналіст отримав поранення після того, як ізраїльська ракета влучила в його будинок.                                                              | Miraya International Network | [ 16 ]        |
| 2024-9-23  | Хаді Аль-Сайєд    | Ліванський онлайн-редактор Al Mayadeen помер від поранень, отриманих після атаки на його будинок.                                                             | Al Mayadeen                  | [ 17 ]        |
| 2024-9-25  | Камель Каракі     | Ліванський фотожурналіст, який був убитий у своєму рідному місті.                                                                                             | Al Manar                     | [ 18 ]        |
| 2024-10-1  | Сафаа Ахмад       | Сирійський телеведучий, який загинув під час ізраїльського авіаудару в Дамаску разом з двома мирними жителями.                                                | Syrian Arab News Agency      | [ 19 ]        |
| 2024-10-2  | Робін Рамакерс    | Бельгійський журналіст, який отримав травми обличчя після нападу групи чоловіків у Бейруті.                                                                   | VTM                          | [ 28 ]        |
| 2024-10-2  | Стейн де Смет     | Бельгійський журналіст, який отримав поранення ноги під час того ж нападу.                                                                                    | VTM                          | [ 28 ]        |
| 2024-10-25 | Ґассан Наджар     | Ліванський оператор загинув під час авіаудару по житловому комплексу в Хасбаї.                                                                                | Al Mayadeen                  | [ 21 ]        |
| 2024-10-25 | Мохаммед Ріда     | Ліванський інженер загинув під час авіаудару в Хасбаї. | Al Mayadeen                  | [ 21 ]        |
| 2024-10-25 | Віссам Кассім     | Ліванський оператор загинув під час авіаудару в Хасбаї. | Al-Manar                     | [ 21 ]        |
| 2024-12-3  | Алі Хассан Ашур   | Ліванський радіожурналіст, вбитий у невстановлений час і в невстановленому місці.                                                                             | Al-Nour                      | [ 47 ]        |